# يوم مايو
يوم مايو أو عيد الربيع هو أحد الأعياد الرسمية، عادةً ما يتم الاحتفال به في 1 مايو. ويُعتبر مهرجاناً ربيعياً قديماً في النصف الشمالي من الكرة الأرضية وعيداً رسمياً تقليدياً في العديد من الثقافاتٍ. حيث عادةً ما يكون الرقص والغناء والكعك جزءاً من المهرجانات. حيث قام الإشتراكيون والشيوعيون في دول العالم الثاني باختيار عيد الربيع كتاريخٍ ليوم العمال العالمي في أواخر القرن التاسع عشر؛ لإحياء ذكرى مناسبة هاي ماركيت في شيكاغو. ومن الممكن كذلك أن يُطلق على يوم العمال العالمي باسم «عيد الربيع»، لكنه احتفالاً مختلفاً عن عيد الربيع التقليدي.

## الأصول والاحتفالات

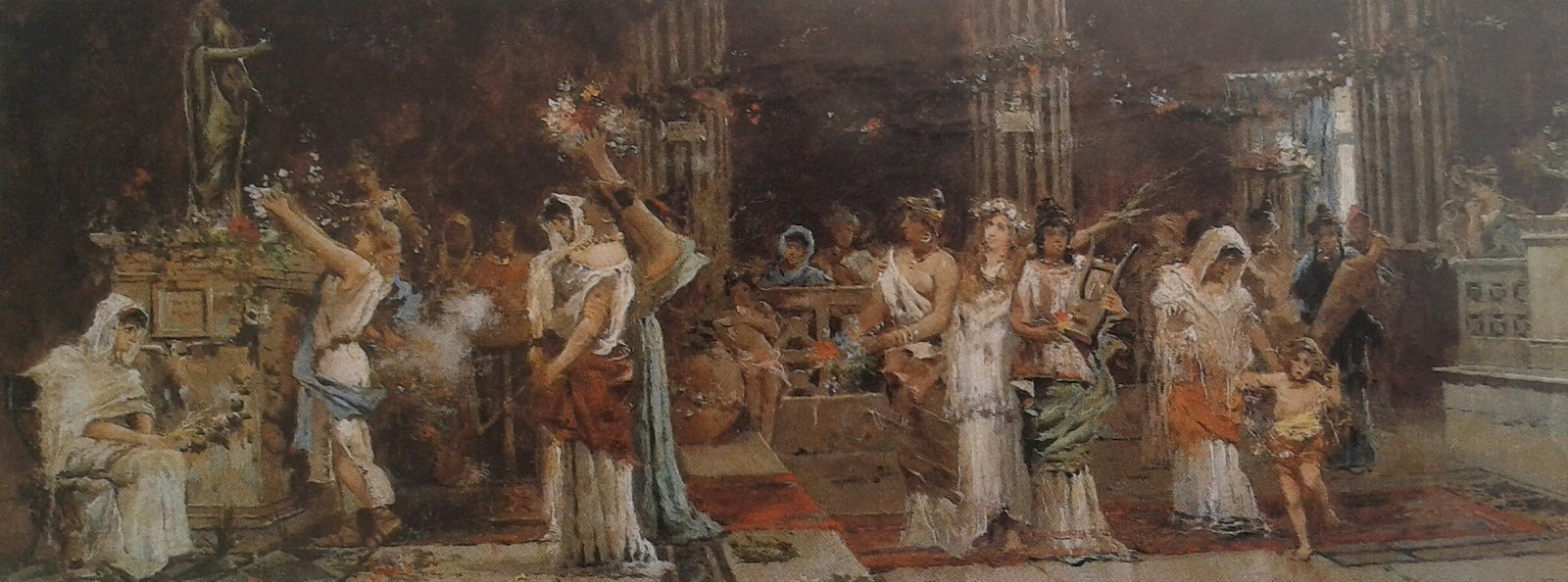
رسم تخطيطي لفلوراليا (1888) لأنطونيو رينا مانيسكو

ظهرت احتفالات الربيع المعروفة مُنذ القِدم مع مهرجان فلوراليا، وفلورا، آلهة الزهور الرومانية، الذي كانت تُقام من 27 إبريل- 3 مايو في عهد الجمهورية الرومانية، والمايوما أو الميوما، هو مهرجان للاحتفال بالإله ديونيسوس والإلهة أفروديت، يُقام كل ثلاث سنوات في شهر مايو. ويبدأ مهرجان الفلوراليا بأداءات مسرحية، ففي مهرجان فلوراليا، قال الشاعر الروماني أوفيد، أنه يتم إطلاق أرانب برية وماعزٍ كجزءٍ من المهرجانات. ودَوّن الشاعر الروماني بيرسيوس أن مجاميع من الناس تُقذَف بنبات البيقة وحبات الفول ونبات الترمس. حيث يُؤدى طقساً يسمى قربان القمح إما في 27 إبريل أو في 3 مايو، وذلك بحمل حزمة من سنابل القمح في داخل المكان المقدس، لكن ليس واضحاً فيما إذا سيتم تأدية هذه الصلاة للآلهة فلورا Flora أو للآلهة سيريس. حيث يُختتم مهرجان فلوراليا بإقامة مسابقات تنافسية ومسرحيات وتقديم قرباناً للآلهة فلورا.
تم الاحتفال بمهرجان مايوما على الأقل في بداية القرن الثاني ب.ع.(بعد الميلاد)، في حين أظهرت المدونات مصاريف مخصصة للمهرجان لمدة شهر من قِبل الإمبراطور كومودوس. وحسب مدونات المؤرخ الإغريقي جون مالالاس التاريخية في القرن السادس، كان المايوما «مهرجاناً مسرحياً يقام ليلاً كل ثلاث سنوات، ويُعرف بطقوس العربدة، بتعبير آخر، أسرار الإله دينوسيس والآلهة أفروديت» وكان «معروفاً بالمايوماز وذلك لأن يتم الاحتفال به في شهر مايو-أرتميسيوس». في ذلك الوقت، كانت الحكومة تضع ما يكفي من المال جانباً للحصول على المصابيح والأضواء ومصاريفٍ أخرى لتغطي تكاليف المهرجان لمدة شهر «للاحتفال طوال الليل». يتم الاحتفال بمهرجان المايوما بتقديم الولائم الفاخرة وبتقديم القرابين. تسببت شهرتهُ بالبذائة بإلغائه في عهد الإمبراطور قسطنطين. رغم قلة الفساد الناتج عنه الا إنه بوجيز العبارة أُعيد خلال فترة حكم آركوديوس وهونوريس، فقط ليتم إلغاءه مرة أخرى في الفترة ذاتها. في آخر مهرجانِ ربيعٍ تم الاحتفال به في المدن الألمانية، أُحييت ليلة والبورجيس ذكرى التقديس الرسمية للقداس والبورجا في 1 مايو 870.
في الثقافة الغيلية، يتم الأحتفال في مساء اليوم الثلاثين من أبريل بمهرجان بيلتان Beltane (والذي يُنقل من لغة لإخرى باسم «شعلة الحظ»)، في بداية فصل الصيف. التأكيد أولاً في عام 900 ب.ع.(بعد الميلاد) أن الاحتفال يركز على استخدام النار الرمزي لتُبارك في المواشي والمراعي الأخرى على اعتبار انهم سينتقلون لرعي الماشية صيفاً. استمر هذا التقليد حتى أوائل القرن التاسع عشر، ففي أثناء قفز الماشية عبر النيران لتحفظ حليبها من أن تسرقه الجنيات، كذلك يقوم الناس بالقفز عبر النيران لجلب الحظ.
العديد من الرومان الكاثوليك يترقبون شهر مايو - وعيد الربيع - بعدةَ صلوات في شهر مايو لمريم العذراء المباركة. بالأعمال الفنية وقصص المدرسة الهزلية وما إلى ذلك، سيكلل رأس مريم بالزهور في تتويج مايو. 1 مايو هو كذلك أحد عيدين قديس العمال الكاثوليكي، جوزيف Joseph، قديس العمل. إذا يعمل والد مريم العذراء نجاراً، وهو ينوب عن والد اليسوع. إختار هذا التاريخ البابا بيوس الثاني عشر في عام 1955؛ لإستبدال عيداً آخراً بعيد القديس جوزيف Joseph، وكنقطة مضادة لإحتفالات اليوم العالمي للعمال الشيوعيين في عيد الربيع.
تمت رؤية أفضل التقاليد المعروفة حديثاً لمهرجان الربيع في كل من أوروبا وأمريكا الشمالية، بما فيها الرقص حول عمود الرقص وتتويج ملكة مايو. منذ أواخر القرن العشرين، تضاءلت شعبية تقليد تقديم «سلال مايو»، سلال صغيرة من الحلوى أو الزهور، عادة ما يتم تركها بطريقة مجهولة على عتبات باب الجيران.
في نهاية القرن العشرين، بدأ حديثو عَبَدَة الوثنية بأعادة تنظيم بعض أقدم المهرجانات الوثنية وإلحاقها بالتقاليد الأوربية العالمية والكاثوليكية المنشأة مؤخراً والاحتفال بعيد الربيع كمهرجان ديني وثني.

## أوروبا

### بلغاريا
يحتفال البلغاريون بالرمندين (أرميا، يرميا، أريميا، الزامسكي). حيث يرتبط العيد بالأفاعي والسحالي وتأدية طقوسٍ لتحميهم منها، إستُمد أسمه من النبي أرميا، لكن اصله على الأرجح وثنياً.
يقال في الأيام الأربعون المقدسة أو في عيد البشارة بأن الأفاعي تخرج من جحورها، ويخرج ملكهم في الرمندين. حيث يعتقد كبار السن أن أفعى ستلدغ هؤلاء العاملون في هذا المجال في هذا العيد صيفاً. في غرب بلغاريا، يُشعل الناس نيراناً ويقومون بالقفز عبرها ويخلقون ضجيجاً لإخافة الأفاعي. طقسٌ آخر لإعداد «بودنيس» (أواني فخارية خاصة مصنوعة لتحميص الخبز).
تُولي النساء الحوامل تحديداً اهتماماً لهذا اليوم لكي لاتأخذ ذريتها العدوى من «يرميا» - مرض محدد للقوى الشريرة.

### جمهورية التشيك
في جمهورية التشيك، يُعتبر عيد الربيع تقليدياً على أنه عيداً للحب ويعتبر مايو شهراً للحب. حيث تُنظَم احتفالات الربيع في 30 أبريل عندما يُشيد عاموداً للرقص («ماجكا» في التشيك) - تقليدٍ مرتبطٌ على الأرجح بمهرجان بيلتان Beltane، بسبب أن النيران أُشعِلت كذلك في ذلك اليوم. اذ إن الحدث مُشابه لعيد والبورجا الألماني، العيد الرسمي الخاص به في 30 أبريل. وفي 31 مايو يتم إسقاط عمود الرقص في حدثٍ يدعى قطع عمود الرقص.
في 1 مايو، يقوم الأزواج المتحابون بتبادل القُبل تحت شجرة مزهرة. وبحسب ما قالته عالمة وصف الأجناس البشرية، كلارا بوسِيكنا klára posekaná، إنها ليست عادة قديمة، ومن الممكن ان تكون قد أُنشِئت في بداية القرن العشرين وعلى الأرجح في البيئة الحضرية، من المحتمل بمناسبة الشاعر كارل هاينيك ماشاKarel Hynenk Mácha وبيترن petřín. تُعتبر ثمار الكرز والتفاح وشجرة القضبان من أكثر الأشجار ملائمة.

### إستونيا
عيد الربيع أو «يوم الربيع» (Kevadpüha) هو عيداً وطنياً في إستونيا احتفالاً بحلول الربيع.
إذ تُقام أغلب المهرجانات التقليدية قبل ليلة وحتى الساعات الأولى من 1 مايو، في ليلة والبورجيس (ليلة القبر)

### فنلندا
في فنلندا، تعتبر ليلة والبورجيس (عيد العمال) («يوم العمال») أحد أكبر الأعياد الأربعة إلى جانب ليلة عيد الميلاد، وليلة رأس السنة، ومنتصف الصيف (juhannus midsommar). حيث يشهد والبورجا أكبر مهرجان على غرار كرنفال يُقام في مدن ومناطق فنلندا. الاحتفالات التي تبدأ في مساء يوم 30 من أبريل ويستمر حتى 1 مايو، إذ إنه يركز بشكل عام على إستهلاك مشروب سيما والنبيذ الفوار والمشروبات الكحولية الأخرى. وتُعتبر التقاليد المُتبعة من قبل الطلبة وتحديداً طلبة الهندسة من الميزات الأساسية لعيد العمال.
منذ نهاية القرن التاسع عشر، فد خصص طلبة الجامعة عيداً تقليديا للطبقة العليا. في مدارس ثانوية عدة (مدرسة ثانوية تمهيدية للجامعة) يرتدي خريجو الجامعات قبعة الطالب السوداء أو البيضاء ويرتدي العديد من طلبة التعليم العالي معاطف مخصصة للطالب. وأحد التقاليد هو شرب نبيذ سيما وشراب الميد المُعد منزليا بنسبة منخفضة من الكحول مع كعك القمع المُعد طازجاً.

### فرنسا
في 1 مايو 1561، تلقى ملك فرنسا تشارلز التاسع نبتة زنبقة الوادي كتعويذة للحظ. حيث قرر أن يُقدم زنبقة الوادي كل سنة لسيدات القصر. ففي بداية القرن العشرين، أصبح تقليد تقديم غصن نبتة زنبقة الوادي، رمزاً لموسم الربيع في 1 مايو. وقد أتاحت الحكومة الفرصة بأعفاء الأفراد ومنظمات العمال من الضرائب في ذلك اليوم فقط. وفي الوقت الحالي، قد يُعبِّر الناس عن حبهم لبعضهم البعض أما بتقديم باقة زهور من زنبقة الوادي أو زهور زهرة الكلاب.

### ألمانيا
في المناطق الريفية في ألمانيا، تحديداً في جبال الهارز تُقام احتفالات والبورجن للوثنيي الأصل بشكل تقليدي في ليلة سابقة للمهرجان، إذ يشمل عيد الربيع إشعال النيران وتزيين عمود الرقص (عمود مزين بالأزهار). إذ يستغل الشباب هذه الفرصة في الحفلة، بينما تقوم العديد من العائلات بإستغلال العيد لوحده لأستنشاق بعض الهواء النقي. تحت شعار: "Tanz in den mai" («الرقص في مايو»).
في راينلاند، يتم الاحتفال كذلك في 1 مايو وذلك بإلقاء عمود الرقص، حيث تُغطى شجرة باللافتات وصولاً لمنزل فتاةٍ في الليلة السابقة. عادة ما تكون الشجرة ناشئة عن اهتمام المحب، ولو أن الشجرة كانت مُغطاة باللافتات البيضاء فقط عندها تعتبر علامة للكُره. عادة ما تُرتب النساء أزهاراً أو أرُزاً بشكل قلبٍ في منزل إحبائهن. من الشائع لصق القلوب على الشباك أو وضعها أمام عتبة الباب. إنها مسؤولية النساء في السنوات الكبيسة، تزيين عمود الرقص. عادة ما يتم القيام بكل الأعمال بشكل سري والخيار يعود للأشخاص فيما إذا يعطون تلميحاً عن هويتهم أو يبقون مجهولين.
لم يتم تأكيد مهرجان الربيع على أنه عيداً رسمياً حتى أعلن الرايخ الثالث أن 1 مايو «يوم العمال العالمي» في عام 1933. بسبب يوم العمل، وأضافت العديد من الأحزاب السياسية والإتحادات إنشطة مرتبطة بالعمل والتوظيف.